# Cub Koda
Michael John „Cub“ Koda (* 1. Oktober 1948 in Detroit, Michigan, USA als Michael John Uszniewicz; † 1. Juli 2000 in Chelsea, Michigan, USA) war ein US-amerikanischer Rockmusiker (Gitarre, Gesang), Songwriter und Kritiker.

## Biografie
Michael John Uszniewicz wurde 1948 in Detroit geboren. 1957 änderte sein Vater den Familiennamen zu Koda, dem Mädchennamen seiner Mutter. Bereits als Kind spielte Cub Koda Schlagzeug. An der Highschool gründete er die Rockband Del-Tinos, die ab 1963 drei Singles herausbrachte und sich 1966 auflöste.
1969 gründete Koda in Ann Arbor die Band Brownsville Station. 1970 erschien ihr Debütalbum No BS, dem eine Reihe von Alben folgte, bevor die Gruppe 1979 auseinanderging. Ihr erfolgreichster Song war Smokin’ in the Boys Room, geschrieben von Cub Koda und Michael Lutz, der 1974 Platz 3 der Billboard-Charts erreichte und 1985 ein Hit für Mötley Crüe war.
Mitte der 1970er Jahre machten Koda und die Roadies von Brownsville Station als absichtlich unbegabte Oldie-Band namens „King Uszniewicz and His Uszniewicztones“ Aufnahmen, wobei Koda sich als Frontmann Ernie Uszniewicz am Saxophon ausgab. Die Band produzierte eine Single mit den Songs Surfin’ School und Cry on My Shoulder, von der sie einige Hundert Kopien bei ihren Konzertreisen heimlich in Secondhand-Läden verteilten. Die angebliche Band wurde von Sammlern als echt angenommen, und sie brachte in der Folge sogar einige Alben heraus.
Nach der Auflösung von Brownsville Station begann Koda, als Ein-Mann-Band Kassetten mit Rockabilly, Blues, R&B, Country, Rock and Roll und Jazz zu produzieren, die er 1984 als Album That’s What I Like About the South veröffentlichte. Er begann auch, für zahlreiche Musikmagazine zu schreiben, insbesondere seine Kolumne „The Vinyl Junkie“ für das Goldmine Magazine und später für DISCoveries. Er schrieb drei Bände der gefeierten Blues-Masters-Reihe. Er schrieb auch Rezensionen und Beiträge zu Büchern, die von AllMusic veröffentlicht wurden.
Von Ende 1979 bis Ende 1980 spielte Koda mit drei Mitgliedern einer in Detroit ansässigen Band namens Mugsy, die sich in Cub Koda and the Points umbenannte. Ihr gleichnamiges Debütalbum wurde Anfang 1980 von dem in Boston ansässigen Label Baron Records auf pinkfarbenem Vinyl veröffentlicht.
1980 tat sich Koda mit der Begleitband von Hound Dog Taylor zusammen, den Houserockers mit dem Gitarristen Brewer Phillips und dem Schlagzeuger Ted Harvey. Sie traten 15 Jahre lang zusammen auf und machten Aufnahmen. Das erste Album der Gruppe war 1981 It’s the Blues, das zweite Album The Joint Was Rockin’ erschien 1996.
In den 1980er und 1990er Jahren war Koda weiterhin mit Tourneen, Aufnahmen und Songwriting beschäftigt. Das Kompilationsalbum Smokin’ in the Boys Room: The Best of Brownsville Station wurde 1993 von Rhino Records veröffentlicht, und Welcome to My Job, eine Retrospektive seiner Aufnahmen ohne Brownsville Station, erschien im gleichen Jahr bei Blue Wave Records. Im darauffolgenden Jahr erschien das Album Abba Dabba Dabba: A Bananza of Hits bei Schoolkids Records. Er nahm ein Soloalbum mit dem Titel Box Lunch auf, das 1997 bei J-Bird Records erschien, und Aufnahmen, die er mit den Del-Tinos machte, wurden 1998 bei Norton Records veröffentlicht. Außerdem formierte er Cub Koda and the Points neu und veröffentlichte im Jahr 2000 Noise Monkeys.
Cub Koda starb am 1. Juli 2000 im Alter von 51 Jahren in Chelsea, Michigan, an den Folgen einer Nierenerkrankung. 2016 wurde er in die Michigan Rock and Roll Legends Hall of Fame aufgenommen.